# ジェス・ウィラード

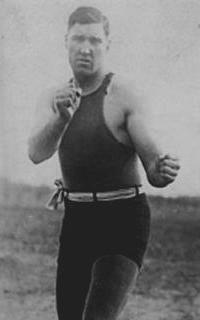
ジェス・ウィラード

ジェス・ウィラード（"The Pottawatomie Giant" Jess Willard, 1881年12月29日 - 1968年12月15日）は、アメリカ合衆国のプロボクサー。カンザス州ポットタワトミー出身。身長2メートルの巨漢だった。

## 経歴

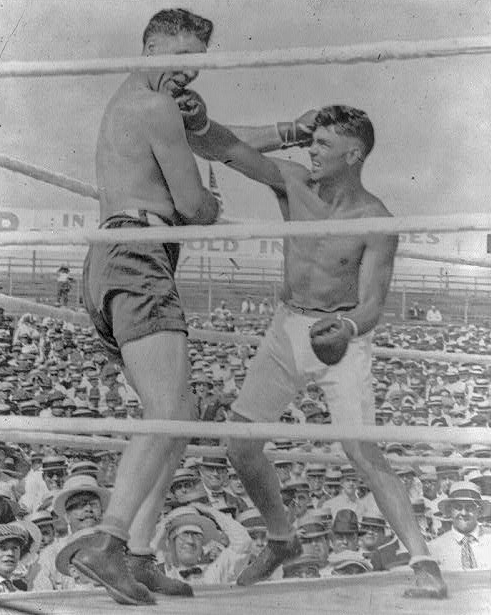
ウィラード（左）の顎にパンチをするジャック・デンプシー（右）

カウボーイとして働いた後、29歳でプロデビューし、1915年4月5日にキューバ・ハバナで当時の世界ヘビー級王者ジャック・ジョンソンを26ラウンドKOで破り王座を獲得、「ホワイト・ホープ」として注目された。1916年にフランク・モラン相手に防衛したが試合数は少なく、1919年7月4日、猛暑の下オハイオ州トレドでジャック・デンプシーと対戦した試合は後に「トレドの惨劇」と呼ばれる。ウィラードは序盤から激しい打撃を浴び、短時間で顎や頬骨の骨折、歯の損失、肋骨損傷など甚大なダメージを負い、3ラウンド終了後に棄権して王座を失った。本人は後年までデンプシーのグローブに異物が仕込まれていたと主張したが、専門家の多くはこれを否定している。1923年に一時復帰しフロイド・ジョンソンに勝利したが、同年ルイス・アンヘル・フィルポにKO負けして引退。引退後はヴォードヴィルや野外ショー、映画に出演するなど興行活動を行う。1919年の長編映画『The Challenge of Chance』では主演を務めた。1968年にロサンゼルスで86歳で死去。2003年に国際ボクシング殿堂入りを果たした。

## 戦績
- プロボクシング:36戦24勝21KO7敗1分4無判定